# 1983년 세계 육상 선수권 대회
제1회 세계 육상 선수권 대회는 국제 육상 경기 연맹 주관으로 1983년 8월 7일부터 8월 14일까지 핀란드 헬싱키에 위치한 헬싱키 올림픽 스타디움에서 열린 국제 육상 대회이다. 가장 많은 금메달을 딴 나라는 총 열 개를 획득한 동독이었다.
메달 순위는 매우 근소한 차이로 갈렸다. 가장 많은 금메달을 딴 나라는 10개(전체 메달 22개)를 딴 동독이었다. 두 번째로 많은 금메달을 딴 나라는 8개의 미국이었지만 전체 메달수에서는 24개로 동독을 앞섰다. 금메달 여섯 개를 차지한 소련은 총 메달수에서는 동독을 1개 차로 앞질렀다. 첫 대회인 이 대회에서 메달을 한 개 이상 획득한 나라는 모두 25개국이었고, 여섯 개 대륙 모두에서 메달이 나왔다.
미국 주도로 이루어진 1980년 모스크바 올림픽 보이코트와 뒤이은 소련권 국가들의 1984년 로스앤젤레스 올림픽 불참 때문에, 이 대회는 1980년대 초 상위권 선수들이 모인 유일한 대회였다.
미국의 칼 루이스는 3관왕을 차지했다. 그는 남자 100m 달리기와 멀리뛰기에서 우승했고, 400m 이어달리기에서도 200m 우승자인 캘빈 스미스, 3위 선수인 에밋 킹, Willie Gault와 함께 뛰어 세계 신기록을 작성하며 우승했다. Mary Decker는 여자 1500m와 3000m에서 금메달을 따 2관왕에 올랐다. 뛰어난 활약을 펼친 또 다른 선수는 마리타 코흐였다. 그는 여자 200m와 이어달리기에서 금메달을 땄고, 100m에서는 은메달을 땄다. 세르게이 붑카는 앞으로 있을 여섯 차례 연속 금메달 행진을 이 대회에서 시작했다. (e/)

## 결과

### 남자
트랙 경기
| 종목                       | 금                                                                               | 금       | 은                                                                                  | 은       | 동                                                                               | 동         |
| -------------------------- | -------------------------------------------------------------------------------- | -------- | ----------------------------------------------------------------------------------- | -------- | -------------------------------------------------------------------------------- | ---------- |
| 100m 자세히                | 칼 루이스 미국                                                                   | 10.07    | 캘빈 스미스 미국                                                                    | 10.21    | 에밋 킹 미국                                                                     | 10.24      |
| 200m 자세히                | 캘빈 스미스 미국                                                                 | 20.14    | 엘리엇 쿼우 미국                                                                    | 20.41    | 피에트로 멘네아 이탈리아                                                         | 20.51      |
| 400m 자세히                | 버트 캐머런 자메이카                                                             | 45.05    | 마이클 프랭크스 미국                                                                | 45.22    | 선더 닉스 미국                                                                   | 45.24      |
| 800m 자세히                | 빌리 뷜베크 서독                                                                 | 1:43.65  | 롭 드뤼페르스 네덜란드                                                              | 1:44.20  | 조아킴 크루즈 브라질                                                             | 1:44.27    |
| 1500m 자세히               | 스티브 크램 영국                                                                 | 3:41.59  | 스티브 스콧 미국                                                                    | 3:41.87  | 사이드 아우이타 모로코                                                           | 3:42.02    |
| 5000m 자세히               | 이먼 코글란 아일랜드                                                             | 13:28.53 | 베르너 쉴트하우어 동독                                                              | 13:30.20 | 마르티 바이니오 핀란드                                                           | 13:30.34   |
| 10,000m 자세히             | 알베르토 코바 이탈리아                                                           | 28:01.04 | 베르너 쉴트하우어 동독                                                              | 28:01.18 | 한쇠르크 쿤체 동독                                                               | 28:01.26   |
| 마라톤 자세히              | 롭 데 카스텔라 오스트레일리아                                                    | 2:10:03  | 케베데 발차 에티오피아                                                              | 2:10:27  | 발데마르 치르핀스키 동독                                                         | 2:12:40    |
| 110m 허들 자세히           | 그렉 포스터 미국                                                                 | 13.42    | 아르토 브라가레 핀란드                                                              | 13.46    | 울리 골트 미국                                                                   | 13.48      |
| 400m 허들 자세히           | 에드윈 모지스 미국                                                               | 47.50    | 하랄트 슈미트 서독                                                                  | 48.61    | 알렉산드르 하를로프 소련                                                         | 49.03      |
| 3000m 장애물경주 자세히    | 파트리츠 일크 서독                                                               | 8:15.06  | 보구스와프 마민스키 폴란드                                                          | 8:17.03  | 콜린 라이츠 영국                                                                 | 8:17.75    |
| 20km 경보 자세히           | 에르네스토 칸토 멕시코                                                           | 1:20:49  | 요제프 프리빌리네치 체코슬로바키아                                                  | 1:20:59  | 예프게니 예프시유코프 소련                                                       | 1:21:08    |
| 50km 경보 자세히           | 로날트 바이겔 동독                                                               | 3:43:08  | 호세 마르틴 스페인                                                                  | 3:43:42  | 세르게이 융 소련                                                                 | 3:44:02    |
| 400m 이어달리기 자세히     | 미국 에밋 킹 윌리 골트 캘빈 스미스 칼 루이스                                     | 37.86    | 이탈리아 스테파노 틸리 카를로 카를로 시미오나토 피에르프랑코 파보니 피에트로 멘네아 | 38.37    | 소련 안드레이 프로피예프 니콜라이 시도로프 블라디미르 무라비요프 빅토르 브리즈긴 | 38.41      |
| 1600m 이어달리기 자세히    | 소련 세르게이 로바초프 알렉산드르 트로슈칠로 니콜라이 체르네트스키 빅토르 마르킨 | 3:00.79  | 서독 에르빈 스캄랄 외르크 바이힝거 하랄트 슈미트 하르트무트 베버                    | 3:01.83  | 영국 에인즐리 베닛 게리 쿡 토드 베닛 필 브라운                                   | 3:03.53 NR |
| 세계 신기록 \| 국가 신기록 |                                                                                  |          |                                                                                     |          |                                                                                  |            |

필드 경기
| 종목                | 금                           | 금    | 은                   | 은    | 동                               | 동    |
| ------------------- | ---------------------------- | ----- | -------------------- | ----- | -------------------------------- | ----- |
| 멀리뛰기 자세히     | 칼 루이스 미국               | 8.55  | 제이슨 그라임즈 미국 | 8.29  | 마이크 콘리 미국                 | 8.12  |
| 세단뛰기 자세히     | 즈지스와프 호프만 폴란드     | 17.42 | 윌리 뱅크스 미국     | 17.18 | 아자이 아그베바쿠 나이지리아     | 17.18 |
| 높이뛰기 자세히     | 헤나디 아프디예옌코 소련     | 2.32  | 타이크 피콕 미국     | 2.32  | 주잔화 중화인민공화국            | 2.29  |
| 장대높이뛰기 자세히 | 세르히 부브카 소련           | 5.70  | 콘스탄틴 볼코프 소련 | 5.60  | 아타나스 타레프 불가리아         | 5.60  |
| 포환던지기 자세히   | 에드바르트 사룰 폴란드       | 21.39 | 울프 팀머만 동독     | 21.16 | 레밍기우스 마후라 체코슬로바키아 | 20.98 |
| 원반던지기 자세히   | 임리히 부가르 체코슬로바키아 | 67.72 | 루이스 델리스 쿠바   | 67.36 | 게이자 발렌트 체코슬로바키아     | 66.09 |
| 해머던지기 자세히   | 세르게이 리트비노프 소련     | 82.68 | 유리 세디흐 소련     | 80.94 | 즈지스와프 크바시니 폴란드       | 79.42 |
| 창던지기 자세히     | 데틀레프 미헬 동독           | 89.48 | 톰 페트라노프 미국   | 85.60 | 다이니스 쿨라 소련               | 85.59 |
| 10종경기 자세히     | 데일리 톰프슨 영국           | 8666  | 위르겐 힝젠 서독     | 8561  | 지그프리트 벤츠 서독             | 8478  |

### 여자
트랙 경기
| 종목                         | 금                                                                              | 금       | 은                                                                                                 | 은      | 동                                                                   | 동      |
| ---------------------------- | ------------------------------------------------------------------------------- | -------- | -------------------------------------------------------------------------------------------------- | ------- | -------------------------------------------------------------------- | ------- |
| 100m 자세히                  | 마를리스 괴르 동독                                                              | 10.97 CR | 마리타 코흐 동독                                                                                   | 11.02   | 다이앤 윌리엄스 미국                                                 | 11.06   |
| 200m 자세히                  | 마리타 코흐 동독                                                                | 22.13    | 멀린 오테이 자메이카                                                                               | 22.19   | 캐시 스몰우드-쿡 영국                                                | 22.37   |
| 400m 자세히                  | 야르밀라 크라토츠빌로바 체코슬로바키아                                          | 47.99    | 타트아나 코쳄보바 체코슬로바키아                                                                   | 48.59   | 마리야 피니기나 소련                                                 | 49.19   |
| 800m 자세히                  | 야르밀라 크라토츠빌로바 체코슬로바키아                                          | 1:54.68  | 류보프 구리나 소련                                                                                 | 1:56.11 | 예카테리나 포드코파예바 소련                                         | 1:57.58 |
| 1500m 자세히                 | 메리 데커 미국                                                                  | 4:00.90  | 자미라 바이체바 소련                                                                               | 4:01.19 | 예카테리나 포드코파예바 소련                                         | 4:02.25 |
| 3000m 자세히                 | 메리 데커 미국                                                                  | 8:34.62  | 브리기테 크라우스 서독                                                                             | 8:35.11 | 타티야나 코발렌코-카잔키나 소련                                      | 8:35.13 |
| 마라톤 자세히                | 그레테 바이츠 노르웨이                                                          | 2:28:09  | 메리앤 디커슨 미국                                                                                 | 2:31:09 | 라이사 스메흐노바 소련                                               | 2:31:13 |
| 100m 허들 자세히             | 베티네 얀 동독                                                                  | 12.35    | 케르스틴 클라우스-크나베 동독                                                                      | 12.42   | 긴카 보이체바-자고르체바 불가리아                                    | 12.62   |
| 400m 허들 자세히             | 예카테리나 페센코 소련                                                          | 54.14    | 아나 암브라지에네 소련                                                                             | 54.15   | 엘렌 노이만-피들러 동독                                              | 54.55 < |
| 400m 이어달리기 자세히       | 동독 질케 글라디슈 마리타 코흐 잉그리트 브레슈트리히-아우어스발트 마를리스 괴르 | 41.76    | 영국 조안 뱁티스트 캐시 스몰우드-쿡 비벌리 캘랜더 셜리 토머스                                      | 42.71   | 자메이카 렐리스 호지스 재클린 퍼시 줄리엣 커스버트 멀린 오테이       | 42.73   |
| 1600m 이어달리기 자세히      | 동독 게지네 발터 자비네 부슈 마리타 코흐 다그마르 뤼프잠                        | 3:19.73  | 체코슬로바키아 타트아나 코쳄보바 밀레나 마체이코비초바 주자나 모라프치코바 야르밀라 크라토츠빌로바 | 3:20.32 | 소련 옐레나 코르반 마리나 하를라모바 이리나 바스카코바 마리야 핀기나 | 3:21.16 |
| 세계 신기록 \| 개인 최고기록 |                                                                                 |          | |         |                                                                      |         |

필드 경기
| 종목              | 금                               | 금    | 은                           | 은    | 동                                  | 동    |
| ----------------- | -------------------------------- | ----- | ---------------------------- | ----- | ----------------------------------- | ----- |
| 멀리뛰기 자세히   | 하이케 드렉슬러 동독             | 7.27  | 아니쇼아라 쿠슈미르 루마니아 | 7.15  | 캐롤 루이스 미국                    | 7.04  |
| 높이뛰기 자세히   | 타마라 비코바 소련               | 2.04  | 울리케 메이파르트 서독       | 1.99  | 루이즈 리터 미국                    | 1.95  |
| 포환던지기 자세히 | 헬레나 피빈게로바 체코슬로바키아 | 21.05 | 헬레나 크노르샤이트 동독     | 20.70 | 일로나 쇼크네히트-슬루피아네크 동독 | 20.56 |
| 원반던지기 자세히 | 마르티나 헬만 동독               | 68.94 | 갈리나 무라소바 소련         | 67.44 | 마리야 페트코바 불가리아            | 66.44 |
| 창던지기 자세히   | 티나 릴라크 핀란드               | 70.82 | 패티머 휫브레드 영국         | 69.14 | 안나 베룰리 그리스                  | 65.72 |
| 7종경기 자세히    | 라모나 골러-노이베르트 동독      | 6714  | 자비네 모비우스-페츠 동독    | 6662  | 안테 파터 동독                      | 6532  |

## 메달 집계
| 순위 | 나라           | 금 | 은 | 동 | 합계 |
| 1    | 동독           | 10 | 7  | 5  | 22   |
| 2    | 미국           | 8  | 9  | 7  | 24   |
| 3    | 소련           | 6  | 6  | 11 | 23   |
| 4    | 체코슬로바키아 | 4  | 3  | 2  | 9    |
| 5    | 서독           | 2  | 5  | 1  | 8    |
| 6    | 영국           | 2  | 2  | 3  | 7    |
| 7    | 폴란드         | 2  | 1  | 1  | 4    |
| 8=   | 핀란드         | 1  | 1  | 1  | 3    |
| 8=   | 이탈리아       | 1  | 1  | 1  | 3    |
| 8=   | 자메이카       | 1  | 1  | 1  | 3    |
| 11=  | 오스트레일리아 | 1  | 0  | 0  | 1    |
| 11=  | 아일랜드       | 1  | 0  | 0  | 1    |
| 11=  | 멕시코         | 1  | 0  | 0  | 1    |
| 11=  | 노르웨이       | 1  | 0  | 0  | 1    |
| 15=  | 쿠바           | 0  | 1  | 0  | 1    |
| 15=  | 에티오피아     | 0  | 1  | 0  | 1    |
| 15=  | 네덜란드       | 0  | 1  | 0  | 1    |
| 15=  | 루마니아       | 0  | 1  | 0  | 1    |
| 15=  | 스페인         | 0  | 1  | 0  | 1    |
| 20   | 불가리아       | 0  | 0  | 3  | 3    |
| 21=  | 브라질         | 0  | 0  | 1  | 1    |
| 21=  | 중화인민공화국 | 0  | 0  | 1  | 1    |
| 21=  | 그리스         | 0  | 0  | 1  | 1    |
| 21=  | 모로코         | 0  | 0  | 1  | 1    |
| 21=  | 나이지리아     | 0  | 0  | 1  | 1    |